# کنترل (فیلم ۲۰۰۷)
کنترل (انگلیسی: Control) یک درام زندگینامه‌ای محصول سال ۲۰۰۷ است که به زندگی ایان کرتیس، خوانندهٔ مشهور گروه پست‌پانک جوی دیویژن می‌پردازد.

## بازیگران
- سام رایلی
- سامانتا مورتون
- توبی کبل
- الکساندرا ماریا لارا
- جو اندرسون
- جان کوپر کلارک